# The Smuggler's Step-Daughter
The Smuggler's Step-Daughter è un cortometraggio muto del 1911 diretto da Lewin Fitzhamon.

## Trama
La figliastra di un contrabbandiere salva dalla banda del padre un agente della guardia costiera.

## Produzione
Il film fu prodotto dalla Hepworth.

## Distribuzione
Distribuito dalla Hepworth, il film - un cortometraggio di 210 metri - uscì nelle sale cinematografiche britanniche nell'ottobre 1911.
Si conoscono pochi dati del film che, prodotto dalla Hepworth, fu distrutto nel 1924 dallo stesso produttore, Cecil M. Hepworth. Fallito, in gravissime difficoltà finanziarie, il produttore pensò in questo modo di poter almeno recuperare il nitrato d'argento della pellicola.